# سوخت جامد

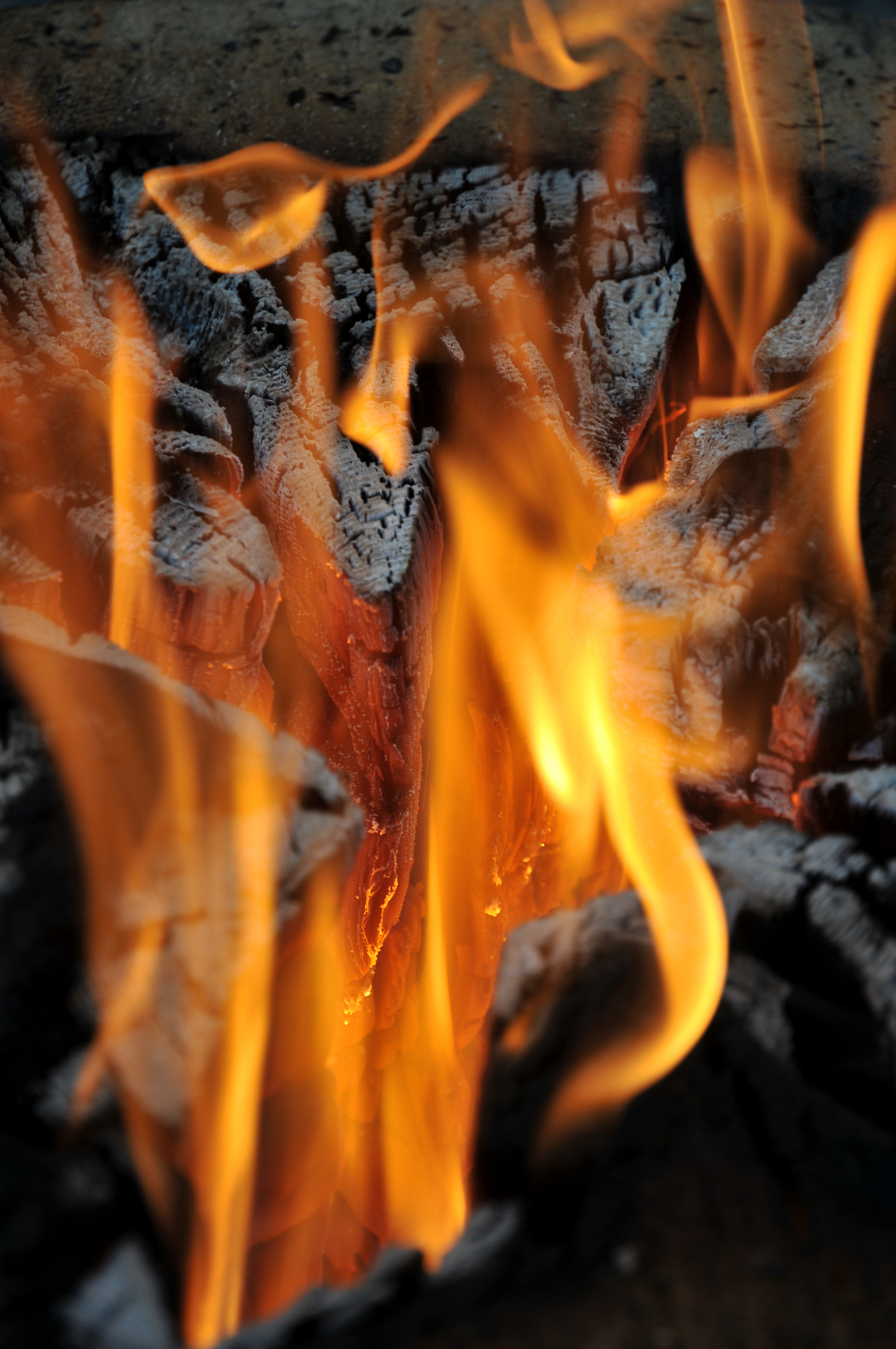
آتش تولید شده توسط یک چوب بدون استفاده از بنزین در حال سوختن است.

سوخت جامد به گونه‌های مختلف مواد جامد گفته می‌شود که به عنوان سوخت برای فرآوری انرژی و گرما به‌کار می‌روند. در بیشتر موارد به‌وسیلهٔ سوختن انرژی و گرمای سوخت‌های جامد استخراج می‌شود.
سوخت‌های جامد شامل چوب، زغال، زغال سنگ، قرص سوختی هگزامین و گلوله‌های ساخته شده از چوب، ذرت، گندم، چاودار و غلات می‌شوند. تکنولوژی موشک سوخت جامد نیز از سوخت‌های جامد بهره‌گیری می‌کند.
انسان‌ها به صورت گسترده‌ای از سوخت‌های جامد برای ایجاد آتش استفاده کرده‌اند. زغال‌سنگ به‌عنوان منبع سوختی برای انقلاب صنعتی، از روشن کردن کوره تا راه‌اندازی موتورهای بخار به‌کار رفته‌است. همچنین چوب به‌طور گسترده‌ای برای حرکت لوکوموتیوها به‌کار رفت. هردوی کودهای گیاهی و زغال‌سنگ تاکنون نیز برای تولید انرژی الکتریکی به‌کار می‌روند.